# الغرفة المقابلة (فلم)
الغرفة المقابلة (بالإنجليزية: Across the Hall) فيلم إثارة أمريكي (من نوع الأفلام المظلمة neo-noir) لعام 2009 من إخراج أليكس ميركين وبطولة مايك فوغل وبريتاني ميرفي وداني بينو. وهو مبني على الفيلم القصير لعام 2005 الذي يحمل نفس الاسم وهو آخر فيلم تم إصداره في حياة الممثلة الشابة ميرفي.

## طاقم التمثيل
- مايك فوغل: في دور جوليان
- داني بينو: في دور تيري
- بريتاني ميرفي: في دور جون
- ناتالي سميكا: في دور آنا
- براد جرينكويست: في دور حمًال الأمتعة[3]

## أحداث الفيلم
يتصل تيري بصديقه جوليان ليخبره ان زوجته جون تخونه، فقد إدعت إنها في مهمة عمل خارج الولاية، واتصلت شركة الطيران لتخبره بالغاء الرحلة، ويذهب إلى شركة سيارات الاجرة ويرشي السائق ليخبره إن زوجته لم تذهب إلى المطار ولكن إلى فندق «ريفر فيو». يتابع تيري حديثه ويخبره انه مر ببيت جوليان ولم يجده وأخذ مسدسه وذهب إلى فندق «ريفر فيو». يصرخ جوليان ويطلب منه التريث لحين حضوره.
يذهب تيري إلى الفندق ويقابل عاملا بالفندق، ويمنحه تيري مبلغًا من المال ليدله على غرفة جون ليراقبها من الغرفة المقابلة.
يكون جوليان هو من بصحبة جون في الفندق، حيث يخرج من الحمام حيث كان يتلقى مكالمة تيري، ليوقظ جون النائمة ويخبرها أن زوجها في الفندق نفسه وينتظر حضور جوليان ليجدوا مخرج مما سوف يتورط فيه الزوج المخدوع. يستطيع جوليان مغادرة الغرفة، وتجذب جون أحد رواد الفندق إلى غرفتها، وتتعقد الأمور عندما يهاجم تيري زوجته مع الغريب، الذي يسقط مغشيًا عليه من ضربة على الرأس وجهها له تيري. تحاول جون الاستيلاء على المسدس من تيري، ولكن تقتلها رصاصة صوبت لها بطريق الخطأ من تيري بمسدس جوليان.
يحدث خطأ مروع يكشف حقيقة علاقة جوليان بالقتيلة جون، عندما يسهو جوليان عن أخذ هاتفه المحمول أثناء هروبه من غرفة جون. يعرف تيري الحقيقة ويغادر الفندق بهدوء وهو يبلغ حمال الأمتعة انه يريد أن يساعده ليتخلص من قتل زوجته. يرفض عامل الفندق ولكن تيري يخبره بهدوء انه هو من دله على غرفة جون بعد أن أخذ منه رشوة، وسمح له بالبقاء في الغرفة المقابلة لمراقبتها. يغادر تيري الفندق ويتم القبض على جوليان صاحب المسدس والذي بصماته وآثاره في غرفة القتيلة.

## استقبال الفيلم
أشاد النقاد بالفيلم وبصناعته الأنيقة وأدائه المتميز من الممثلين الرئيسيين. أشار البعض إلى التناقض بين المشاعر التي مرت بها الشخصيات الرئيسية على خلفية الفندق المتهدم وشكلية الحمال كأداة مؤامرة رائعة، ومع ذلك، يعتقد بعض النقاد أن اطالة القصة القصيرة إلى فيلم طويل لم يكن ناجحًا تمامًا. كتب موقع «فيلم نوار الأسبوع»: «الفيلم هو بالتأكيد فيلم من الدرجة الثانية، ولكن بأفضل الطرق الممكنة. إنه جوهرة منخفضة الميزانية تم إصداره في عدد قليل من دور العرض قبل إصداره على البلو راي والدي في دي».

## وصلات خارجية
- مقالات تستعمل روابط فنية بلا صلة مع ويكي بيانات